# Turn- und Sportverein München von 1860 1981-1982
Questa voce raccoglie le informazioni riguardanti il Turn- und Sportverein München von 1860 nelle competizioni ufficiali della stagione 1981-1982.

## Stagione
Nella stagione 1981-1982 il Monaco 1860, allenato da Václav Halama e Willibert Kremer, concluse il campionato di 2. Bundesliga al 4º posto. In Coppa di Germania il Monaco 1860 fu eliminato al secondo turno dal Waldhof Mannheim.

## Rosa
| N. |                     | Ruolo | Calciatore          |
| -- | ------------------- | ----- | ------------------- |
|    | Germania (bandiera) | P     | Gerald Hillringhaus |
|    | Germania (bandiera) | P     | Norbert Kleider     |
|    | Germania (bandiera) | P     | Thomas Zander       |
|    | Germania (bandiera) | D     | Walter Hainer       |
|    | Germania (bandiera) | D     | Hans Klinkhammer    |
|    | Germania (bandiera) | D     | Anton Schmidkunz    |
|    | Germania (bandiera) | D     | Rudolf Seider       |
|    | Germania (bandiera) | D     | Jürgen Strack       |
|    | Germania (bandiera) | C     | Hans-Peter Alt      |
|    | Germania (bandiera) | C     | Erich Beer          |
|    | Germania (bandiera) | C     | Manfred Eble        |

| N. |                     | Ruolo | Calciatore        |
| -- | ------------------- | ----- | ----------------- |
|    | Germania (bandiera) | C     | Joachim Goldstein |
|    | Germania (bandiera) | C     | Michael Perfetto  |
|    | Germania (bandiera) | C     | Horst Raubold     |
|    | Germania (bandiera) | C     | Uwe Schreml       |
|    | Germania (bandiera) | C     | Wolfgang Sidka    |
|    | Germania (bandiera) | C     | Horst Wohlers     |
|    | Germania (bandiera) | A     | Leo Bunk          |
|    | Croazia (bandiera)  | A     | Ivica Senzen      |
|    | Germania (bandiera) | A     | Rudi Völler       |
|    | Germania (bandiera) | A     | Herbert Waas      |

## Organigramma societario
Area tecnica
- Allenatore: Willibert Kremer
- Allenatore in seconda:
- Preparatore dei portieri:
- Preparatori atletici:

## Calciomercato

### Sessione estiva
| Acquisti | Acquisti          | Acquisti               | Acquisti |
| R.       | Nome              | da                     | Modalità |
| -------- | ----------------- | ---------------------- | -------- |
| C        | Erich Beer        | Al-Ittihad             |          |
| A        | Leo Bunk          | Monaco 1860 (juniores) |          |
| C        | Joachim Goldstein | Augusta                |          |
| D        | Anton Schmidkunz  | Monaco 1860 (juniores) |          |

| Cessioni | Cessioni         | Cessioni             | Cessioni |
| R.       | Nome             | a                    | Modalità |
| -------- | ---------------- | -------------------- | -------- |
| A        | Viorel Năstase   | Catanzaro            |          |
| D        | Rolf Grünther    | Alemannia Aquisgrana |          |
| C        | Alfred Herberth  | Aarau                |          |
| P        | Michael Probst   | MTV Monaco           |          |
| D        | Herbert Scheller | Magonza              |          |
| A        | Dirk Schröter    | Viktoria Colonia     |          |
| D        | Rudolf Sturz     | FSV Bad Windsheim    |          |
| C        | Christian Werner | Tongeren             |          |

### Sessione invernale
| Acquisti | Acquisti | Acquisti | Acquisti |
| R.       | Nome     | da       | Modalità |
| -------- | -------- | -------- | -------- |

| Cessioni | Cessioni | Cessioni | Cessioni |
| R.       | Nome     | a        | Modalità |
| -------- | -------- | -------- | -------- |

## Risultati

### 2. Bundesliga

#### Girone di andata
| Arbitro: | Eschweiler |

|                                   |           |           |
| Janzon 18’ Elgert 36’ Drexler 67’ | Marcatori | 64’ Sidka |

| Arbitro: | Engel |

|             |           |           |
| Năstase 19’ | Marcatori | 72’ Loges |

| Arbitro: | Retzmann |

|          |           |                 |
| Lenz 54’ | Marcatori | 20’, 74’ Völler |

| Arbitro: | Theobald |

|                   |           |                |
| Völler 60’ (rig.) | Marcatori | 68’ Obermüller |

| Arbitro: | Barnick |

|                      |           |  |
| Clute-Simon 56’, 63’ | Marcatori |  |

| Arbitro: | Huster |

|                            |           |           |
| Völler 60’ (rig.) Waas 74’ | Marcatori | 47’ Makan |

| Arbitro: | Kautschor |

|                             |           |                          |
| Besl 13’ Schmitz 74’ (rig.) | Marcatori | 36’ Waas 43’, 52’ Völler |

| Arbitro: | Messmer |

|           |           |                                             |
| Sidka 24’ | Marcatori | 41’ Bebensee 48’ Gorski 54’ Schatzschneider |

| Arbitro: | Schraivogel |

|              |           |                                 |
| Oehrlein 32’ | Marcatori | 53’ Wohlers 58’ Waas 84’ Völler |

| Arbitro: | Gabor |

|                                  |           |                 |
| Schreml 42’ Waas 59’ Wohlers 86’ | Marcatori | 25’ Leiendecker |

| Arbitro: | Neuner |

|  |           |            |
|  | Marcatori | 55’ Völler |

| Arbitro: | Luca |

|                                         |           |  |
| Waas 9’ Sidka 65’ Hainer 70’ Völler 76’ | Marcatori |  |

| Arbitro: | Reichmann |

|            |           |                                        |
| Piller 66’ | Marcatori | 24’ Völler 30’ Waas 58’, 81’, 89’ Beer |

| Arbitro: | Uhlig |

|          |           |            |
| Sidka 7’ | Marcatori | 53’ Zaczyk |

| Arbitro: | Waltert |

|                 |           |                                |
| Grillemeier 80’ | Marcatori | 22’, 44’, 63’ Völler 76’ Sidka |

| Arbitro: | Hellwig |

|                                         |           |            |
| Völler 16’, 56’ Waas 41’, 81’ Sidka 47’ | Marcatori | 52’ Müller |

| Arbitro: | Horeis |

|                                             |           |                      |
| Feilzer 19’ Frömberg 68’ (rig.) Raschid 72’ | Marcatori | 13’ Sidka 24’ Strack |

| Arbitro: | Werner |

|            |           |  |
| Hainer 48’ | Marcatori |  |

| Arbitro: | Wiesel |

|                               |           |  |
| Krause 30’ Wohlers 76’ (aut.) | Marcatori |  |

#### Girone di ritorno
| Arbitro: | Linn |

|                    |           |  |
| Völler 1’ Beer 38’ | Marcatori |  |

| Arbitro: | Wuttke |

|                                    |           |                             |
| Fagot 6’ Lorenz 8’ Tune-Hansen 74’ | Marcatori | 17’ Sidka 18’ Bunk 73’ Beer |

| Arbitro: | Zimmermann |

|          |           |          |
| Waas 56’ | Marcatori | 28’ Lenz |

| Arbitro: | Wippker |

|                 |           |                                         |
| Waas 26’ (aut.) | Marcatori | 16’, 30’, 52’ Völler 49’ Waas 60’ Sidka |

| Arbitro: | Osmers |

|                   |           |           |
| Völler 80’ (rig.) | Marcatori | 32’ Balke |

| Arbitro: | Eschweiler |

|           |           |  |
| Böhni 26’ | Marcatori |  |

| Arbitro: | Horeis |

|          |           |                |
| Beer 70’ | Marcatori | 30’, 59’ Braun |

| Arbitro: | Hontheim |

|                                                             |           |                           |
| Scholz 6’ Hartmann 25’, 28’ Schatzschneider 50’, 54’ (rig.) | Marcatori | 35’ Wohlers 89’ Goldstein |

| Arbitro: | Waltert |

|                                                       |           |  |
| Völler 6’, 7’, 21’, 49’ Sidka 36’ Senzen 62’ Beer 70’ | Marcatori |  |

| Arbitro: | Sahner |

|                                      |           |            |
| Dubovina 31’, 60’ Metzler 75’ (rig.) | Marcatori | 70’ Strack |

| Arbitro: | Wuttke |

|           |           |  |
| Sidka 66’ | Marcatori |  |

| Arbitro: | Föckler |

|                       |           |            |
| Hoffmann 60’ Gede 85’ | Marcatori | 50’ Völler |

| Arbitro: | Brückner |

|                                |           |            |
| Völler 30’, 55’, 60’ Sidka 53’ | Marcatori | 69’ Birner |

| Arbitro: | Möller |

|                                            |           |           |
| Grawunder 8’ (rig.) Pallaks 15’ Traser 49’ | Marcatori | 30’ Sidka |

| Arbitro: | Meijerink |

|                                    |           |  |
| Sidka 43’ Völler 55’, 61’ Beer 59’ | Marcatori |  |

| Arbitro: | Wahmann |

|                                       |           |            |
| Turcik 17’ Dreher 29’, 40’ Täuber 90’ | Marcatori | 55’ Völler |

| Arbitro: | Ahlenfelder |

|                                                           |           |            |
| Schreml 7’, 11’ Völler 7’, 88’ (rig.) Senzen 65’ Waas 83’ | Marcatori | 80’ Köhnen |

| Arbitro: | Linn |

|               |           |          |
| Wulfmeier 45’ | Marcatori | 90’ Beer |

| Arbitro: | Eschweiler |

|                                     |           |                 |
| Völler 13’, 61’, 81’, 84’ Sidka 79’ | Marcatori | 36’, 41’ Knecht |

### Coppa di Germania
| Arbitro: | Brehm |

|                 |           |  |
| Völler 56’, 79’ | Marcatori |  |

| Arbitro: | Correll |

|  |           |            |
|  | Marcatori | 95’ Walter |

## Statistiche

### Statistiche di squadra
| Competizione      | Punti | In casa | In casa | In casa | In casa | In casa | In casa | In trasferta | In trasferta | In trasferta | In trasferta | In trasferta | In trasferta | Totale | Totale | Totale | Totale | Totale | Totale | DR  |
| Competizione      | Punti | G       | V       | N       | P       | Gf      | Gs      | G            | V            | N            | P            | Gf           | Gs           | G      | V      | N      | P      | Gf     | Gs     | DR  |
| ----------------- | ----- | ------- | ------- | ------- | ------- | ------- | ------- | ------------ | ------------ | ------------ | ------------ | ------------ | ------------ | ------ | ------ | ------ | ------ | ------ | ------ | --- |
| 2. Bundesliga     | 45    | 19      | 12      | 5       | 2       | 51      | 17      | 19           | 7            | 2            | 10           | 36           | 39           | 38     | 19     | 7      | 12     | 87     | 56     | +31 |
| Coppa di Germania | -     | 2       | 1       | 0       | 1       | 2       | 1       | 0            | 0            | 0            | 0            | 0            | 0            | 2      | 1      | 0      | 1      | 2      | 1      | +1  |
| Totale            | 45    | 21      | 13      | 5       | 3       | 53      | 18      | 19           | 7            | 2            | 10           | 36           | 39           | 40     | 20     | 7      | 13     | 89     | 57     | +32 |

### Andamento in campionato
| Giornata  | 1  | 2  | 3  | 4  | 5  | 6  | 7 | 8  | 9  | 10 | 11 | 12 | 13 | 14 | 15 | 16 | 17 | 18 | 19 | 20 | 21 | 22 | 23 | 24 | 25 | 26 | 27 | 28 | 29 | 30 | 31 | 32 | 33 | 34 | 35 | 36 | 37 | 38 |
| --------- | -- | -- | -- | -- | -- | -- | - | -- | -- | -- | -- | -- | -- | -- | -- | -- | -- | -- | -- | -- | -- | -- | -- | -- | -- | -- | -- | -- | -- | -- | -- | -- | -- | -- | -- | -- | -- | -- |
| Luogo     | T  | C  | T  | C  | T  | C  | T | C  | T  | C  | T  | C  | T  | C  | T  | C  | T  | C  | T  | C  | T  | C  | T  | C  | T  | C  | T  | C  | T  | C  | T  | C  | T  | C  | T  | C  | T  | C  |
| Risultato | P  | N  | V  | N  | P  | V  | V | P  | V  | V  | V  | V  | V  | N  | V  | V  | P  | V  | P  | V  | N  | N  | V  | N  | P  | P  | P  | V  | P  | V  | P  | V  | P  | V  | P  | V  | N  | V  |
| Posizione | 17 | 16 | 14 | 11 | 14 | 13 | 8 | 13 | 10 | 7  | 4  | 3  | 2  | 2  | 2  | 1  | 2  | 2  | 3  | 2  | 2  | 2  | 1  | 1  | 2  | 4  | 4  | 4  | 4  | 4  | 6  | 4  | 6  | 5  | 6  | 6  | 4  | 4  |

Legenda:

Luogo: C = Casa; T = Trasferta. Risultato: V = Vittoria; N = Pareggio; P = Sconfitta.

### Statistiche dei giocatori
| Giocatore       | 2. Bundesliga | 2. Bundesliga | 2. Bundesliga | 2. Bundesliga | Coppa di Germania | Coppa di Germania | Coppa di Germania | Coppa di Germania | Totale   | Totale | Totale      | Totale     |
| Giocatore       | Presenze      | Reti          | Ammonizioni   | Espulsioni    | Presenze          | Reti              | Ammonizioni       | Espulsioni        | Presenze | Reti   | Ammonizioni | Espulsioni |
| --------------- | ------------- | ------------- | ------------- | ------------- | ----------------- | ----------------- | ----------------- | ----------------- | -------- | ------ | ----------- | ---------- |
| H. Alt          | 1             | 0             | 0             | 0             | 0                 | 0                 | 0                 | 0                 | 1        | 0      | 0           | 0          |
| E. Beer         | 30            | 9             | 2             | 0             | 1                 | 0                 | 0                 | 0                 | 31       | 9      | 2           | 0          |
| L. Bunk         | 24            | 1             | 1             | 0             | 1                 | 0                 | 0                 | 0                 | 25       | 1      | 1           | 0          |
| M. Eble         | 3             | 0             | 0             | 0             | 1                 | 0                 | 0                 | 0                 | 4        | 0      | 0           | 0          |
| J. Goldstein    | 21            | 1             | 4             | 0             | 0                 | 0                 | 0                 | 0                 | 21       | 1      | 4           | 0          |
| W. Hainer       | 24            | 2             | 3             | 0             | 1                 | 0                 | 0                 | 0                 | 25       | 2      | 3           | 0          |
| G. Hillringhaus | 0             | 0             | 0             | 0             | 0                 | 0                 | 0                 | 0                 | 0        | 0      | 0           | 0          |
| N. Kleider      | 5             | 0             | 0             | 0             | 1                 | 0                 | 0                 | 0                 | 6        | 0      | 0           | 0          |
| H. Klinkhammer  | 27            | 0             | 3             | 0             | 2                 | 0                 | 0                 | 0                 | 29       | 0      | 3           | 0          |
| V. Năstase      | 2             | 1             | 0             | 0             | 0                 | 0                 | 0                 | 0                 | 2        | 1      | 0           | 0          |
| M. Perfetto     | 9             | 0             | 1             | 0             | 1                 | 0                 | 0                 | 0                 | 10       | 0      | 1           | 0          |
| H. Raubold      | 36            | 0             | 6             | 0             | 2                 | 0                 | 0                 | 0                 | 38       | 0      | 6           | 0          |
| A. Schmidkunz   | 14            | 0             | 2             | 0             | 0                 | 0                 | 0                 | 0                 | 14       | 0      | 2           | 0          |
| U. Schreml      | 33            | 3             | 7             | 0             | 2                 | 0                 | 0                 | 0                 | 35       | 3      | 7           | 0          |
| R. Seider       | 7             | 0             | 1             | 0             | 1                 | 0                 | 0                 | 0                 | 8        | 0      | 1           | 0          |
| I. Senzen       | 31            | 2             | 2             | 1             | 2                 | 0                 | 0                 | 0                 | 33       | 2      | 2           | 1          |
| W. Sidka        | 37            | 15            | 3             | 0             | 2                 | 0                 | 0                 | 0                 | 39       | 15     | 3           | 0          |
| J. Strack       | 34            | 2             | 6             | 0             | 2                 | 0                 | 1                 | 0                 | 36       | 2      | 7           | 0          |
| R. Völler       | 37            | 37            | 3             | 0             | 2                 | 2                 | 0                 | 0                 | 39       | 39     | 3           | 0          |
| H. Waas         | 35            | 11            | 1             | 0             | 2                 | 0                 | 0                 | 0                 | 37       | 11     | 1           | 0          |
| H. Wohlers      | 35            | 3             | 6             | 0             | 2                 | 0                 | 0                 | 0                 | 37       | 3      | 6           | 0          |
| T. Zander       | 33            | 0             | 0             | 0             | 1                 | 0                 | 0                 | 0                 | 34       | 0      | 0           | 0          |